# O-bi, O-ba: Zánik civilizace
O-bi, O-ba: Zánik civilizace je polský katastrofický science fiction film režiséra Piotra Szulkina. V hlavní roli se objevil Jerzy Stuhr. Pojednává o tématu zániku lidstva po jaderném konfliktu, který zdecimoval Zemi. Na plátnech polských, ale i jiných kin, se objevil roku 1985 jako druhý díl trilogie, začínající filmem Válka světů - příští století a končící snímkem Ga, ga - sláva hrdinům.

## Příběh
Hlavním hrdinou je Soft, který se zabývá správou podzemního krytu. Ten se nachází v horách a v něm právě již rok čelí skupina asi osmi set lidí nepříjemným podmínkám; nedostatku světla, potravy a nízkým teplotám. Od radiace a venkovního katastrofálního mrazu je izoluje pouze betonová kupole zařízení, která není příliš stabilní a jejíž havárie se všichni obávají. Podmínky jsou nuzné a většina lidí proto začne věřit ve spásu, kterou jim přinese Archa - fiktivní loď, která má všechny zachránit. Oficiální správa však považuje Archu za mýtus a snaží se jej potlačovat. Jak se situace stále zhoršuje a zničení krytu se blíží, tak fanatická víra v záchranu na Arše stále sílí a způsobuje rozvrat celého společenství.